# Іфікл (син Амфітріона)

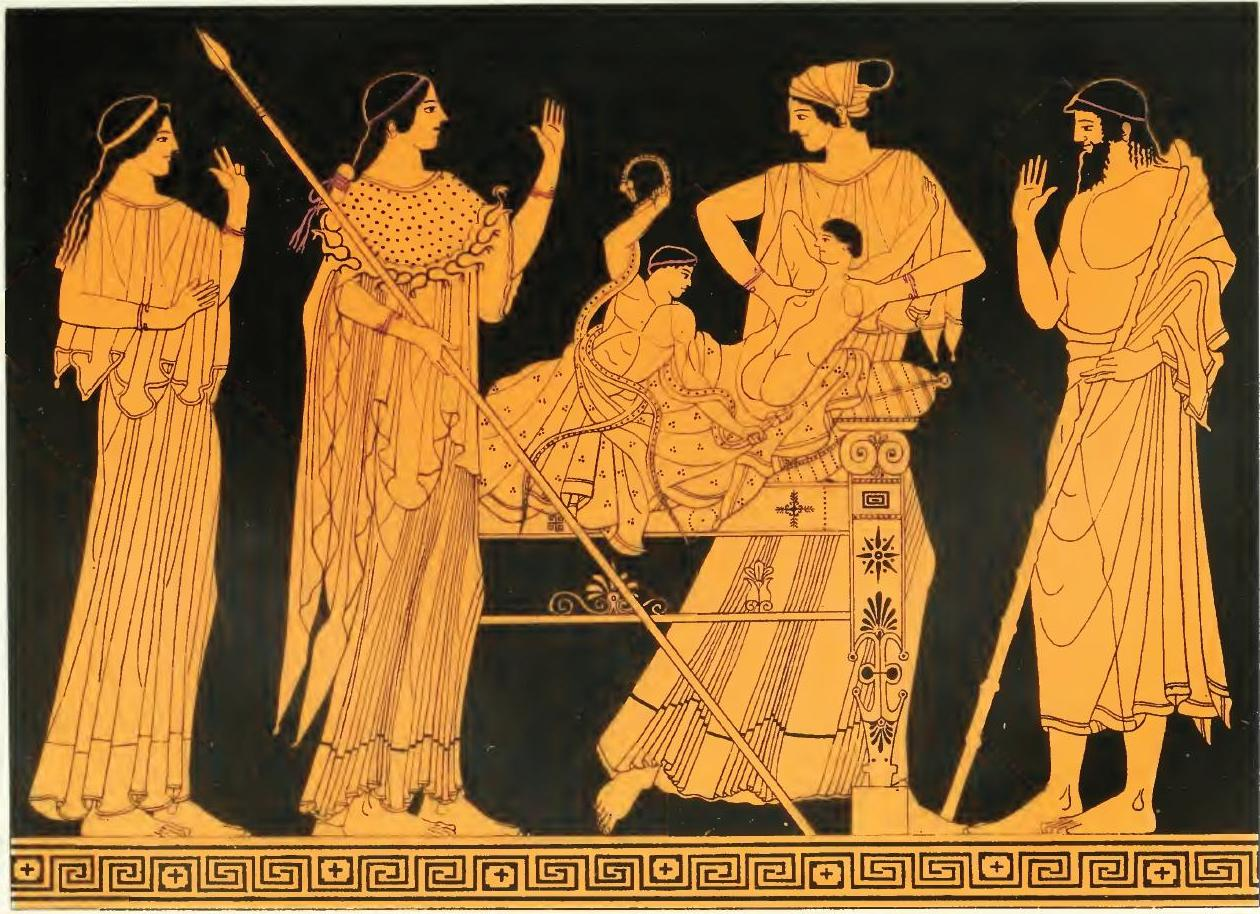
Малі Геракл та Іфікл, оточені зміями

Іфі́кл (дав.-гр. Ἰφικλῆς дав.-гр. ἸφικλῆςἸφικλῆς) — персонаж давньогрецької міфології, учасник плавання аргонавтів у Колхіду та калідонського полювання. Загинув, борючись на боці брата проти синів Гіппокоонта або Моліонідів та Авгія. У грецькій міфології був зведеним братом Геракла по материнській лінії і одним з мисливців на Калідонського вепра.

## Сім'я
Іфікл був сином Алкмени та Амфітріона, тоді як Геракл був її сином від бога Зевса. У нього також була сестра Лаонома, яка вийшла заміж за Евфема або Поліфема. Іфікл був батьком Гераклового колісничого Іолая від його першої дружини, Автомедузи, дочки Алкафа. Згодом він став батьком двох дітей від Пірри, молодшої дочки Креонта.

## У міфології
Іфікл належав до роду Персеїдів. Він був сином Амфітріона (онука Персея, колишнього царя Тірінфа, змушеного жити у вигнанні у Фівах) та Алкмени. Остання стала коханою Зевса і через дев'ять місяців після цього народила двох синів, причому один з них, Алкід, який згодом отримав ім'я Геракл, був сином бога, а другий, Іфікл, сином смертного . У науці існує думка, що античні автори спочатку вигадали Іфікла, щоб підкреслити силу і хоробрість Геракла. Гесіод писав, що Алкмена народила «гіршого разом з воістину багатодостойним чоловіком» . На підтвердження цієї тези джерела розповідають, зокрема, що, коли на восьмимісячних близнюків, що лежали в колисці, напали змії, Іфікл злякався, а його брат задушив змій  . Іфікл, як і його знаменитий брат, виріс і став сильним чоловіком, але не міг зрівнятися з ним за силою. Подорослішавши, Іфікл одружився з Автомедузою — донькою царя Мегар Алкафоя. У цьому шлюбі у нього народився син Іолай. Коли цар Фів Креонт зробив Геракла своїм зятем як подяку за допомогу в боротьбі проти Ергіна, Іфіклу дісталася молодша дочка царя, яка народила йому ще двох синів. Проте Геракл під час нападу божевілля кинув цих дітей у вогонь разом із своїми . Іфікл встиг відібрати у безумця Іолая  і утримати його від вбивства дружини, Мегари ; за даними одного з джерел, Геракл хотів убити і брата  
попри це, Іфікл вирушив з Гераклом у похід проти Трої, оскільки цар Лаомедонт відмовився віддати Гераклеві кобил, які він йому раніше обіцяв. Прибувши до Трої, Іфікл і Теламон були відправлені Гераклом до міста, щоб вимагати кобил, але Лаомедонт їх кинув у в'язницю. Проте Пріам, син царя, не погодився з рішенням свого батька і послав героям два мечі і розкрив плани, які Лаомедонт мав щодо Геракла. Щойно Іфікл і Теламон почули це, вони вбили своїх охоронців дарованими мечами і повернулися до Геракла, щоб розкрити плани Лаомедонта. Тоді Геракл і його люди пішли до царя і врешті вбили його.
Коли Геракл закінчив свої дванадцять подвигів, цар Еврісфей звинуватив його у вбивстві та наказав йому разом з Алкменою та Іфіклом покинути Тірінф. Ось як Іфікл опинився в Аркадії, де приєднався до Геракла в каральній експедиції проти Гіппокуна зі Спарти. У наступній битві Іфікл був убитий, а Геракл був невтішний через смерть свого зведеного брата і добровільно відправився у вигнання до іншого міста.
Певною мірою, Іфікл також воював в першій битві Геракла проти Елейців і Авгійців, був поранений Моліонідою з Еліди. У непритомному стані Іфікл був перенесений його родичами до Фенея, в будинок його бабусі Лаономи, де його дбайливо вигодовував Буфаг, громадянин Фенея, і його дружина Промна. Його поховали, коли він помер від поранення і посмертно він був відзначений героєм.

## Пам'ятки
У історичну епоху у місті Феней подорожнім показували могилу Іфікла. Принаймні до II ст. е. місцеві жителі приносили герою жертви . Грецькі художники іноді використовували при розписі ваз сюжет про удушення змій немовлям Шераклом, зображуючи при цьому його брата .